# Tyzicha
Tyzicha är ett ukrainskt kortspel för tre spelare. 
En lek med 24 kort (utan tvåor t.o.m. åttor) används. Spelet inleds med budgivning, där spelarna får uppge det antal poäng man tror sig kunna spela hem. Poäng utdelas dels för korten i de stick som vunnits, varvid kort med högre valörer ger högre poäng, dels för par, det vill säga kung och dam i samma färg på handen. Paren ger olika poäng beroende på färg. Då ett par har tillkännagivits blir den färg paret har trumffärg fram till dess nästa par visas upp. 
Den deltagare som först uppnår 501 poäng eller mer, alternativt 1001 poäng eller mer, vinner spelet.
Namnet på spelet kan härledas från det ukrainska räkneordet för ”tusen”.